# 小池政行
小池 政行（こいけ まさゆき、1951年（昭和26年）11月8日 - 2022年（令和4年）3月15日）は、日本の外交評論家。元外交官。日本赤十字看護大学教授。専攻は国際人道法・国際関係論。

## 人物
東京都出身。青山学院大学理工学部を経て、外務省語学研修員採用試験（外務省専門職員採用試験）に合格後、1977年に外務省入省。フィンランド、北欧担当。在フィンランド日本大使館一等書記官、外務大臣官房広報課課長補佐を歴任し退職。
2001年より日本赤十字看護大学教授として勤務。外務省・赤十字社での知識・経験を活かし、青山学院大学の法学部、同法科大学院で外交史・国際法を、聖路加国際大学、同大学院で国際関係論を教えるなど、他の大学でも講師として教鞭を取り、また講義内容も多岐にわたっている。またテレビ朝日などで外交評論家として、コメンテーターを務める他、BBCワールドニュースの番組審議委員を務めた。

## 略歴

### 学歴
- 青山学院大学理工学部機械工学科中退
- ヘルシンキ大学歴史・言語学部修士課程外国人コース修学

### 職歴
- 1976年 - 外務省語学研修員採用試験合格
- 1977年4月 - 外務省入省
- 1977年6月 - 経済局国際機関第一課配属
- 1978年6月 - ヘルシンキ大学留学（在フィンランド日本大使館付副理事官）
- 1980年6月 - 在フィンランド日本大使館
- 1984年6月 - 欧亜局西欧第二課
- 1987年10月 - 在フィンランド日本大使館一等書記官
- 1992年12月 - 大臣官房海外広報課課長補佐
- 1994年12月 - 外務省を退職　特別職国家公務員・総理大臣補佐衆議院議員付政策秘書
- 1995年4月 - 日本赤十字社国際部参事(国際人道法研究・普及担当)
- 2001年-2017年3月 日本赤十字看護大学教授(国際人道法)
- 2004年 - 青山学院大学法科大学院客員教授(国際法)
- 2011年-2017年3月  聖路加看護大学客員教授(国際関係論)
- 2019年3月-東京医療保健大学客員教授(国際関係論)

## 著書
- 『遠い白夜の国で』（中央公論新社、1994年）
- 『躍る日本大使館』（講談社、2000年）
- 『国際人道法　戦争にもルールがある』（朝日新聞出版、2002年）
- 『こんな外務省は必要か？　調査報告書の欺瞞を暴く』（朝日新聞出版、2002年）
- 『現代の戦争被害　ソマリアからイラクへ』（岩波書店、2004年）
- 『戦争と有事法制』（講談社、2004年）
- 『自衛隊が愛される条件』（朝日新聞出版、2008年）
- 『「赤十字」とは何か　人道と政治』（藤原書店、2010年）
- 『戦場のエロイカ・シンフォニー　私が体験した日米戦』ドナルド・キーンとの対談(藤原書店、2011年)[3]
- 『医師のミッション　非戦に生きる』日野原重明との対談(藤原書店、2012年)
- 『戦争と人間と魂』瀬戸内寂聴との対談（かもがわ出版、2022年）